# Cessna Citation Longitude
De Cessna Citation Longitude (Cessna 700) is een tweemotorige zakenjet, ontwikkeld door Cessna Aircraft Company en voortgedreven door twee Honeywell-turbofans. De Citation Longitude heeft dezelfde rompdoorsnede als de Cessna Citation Latitude, maar de romp is verlengd met een extra rij stoelen. De Longitude is ten opzichte van de Latitude te herkennen aan zijn T-staart. De eerste vlucht was in oktober 2016. De introductie vond plaats in oktober 2019 en sindsdien zijn er 33 exemplaren geproduceerd. 

## Ontwikkeling
De ontwikkeling van de Citation Longitude kwam voort uit het gecancelde Citation Columbus-project. Voor de voortstuwing was in eerste instantie gekozen voor de Snecma Silvercrest-turbofan, maar toen de ontwikkeling hiervan niet volgens plan verliep werd gekozen voor twee Honeywell HTF7700L-motoren. De vleugels en de staart van de Longitude zijn identiek aan de Hawker 4000, aangevuld met winglets die de spanwijdte met 1,5 meter vergroten.

## Vergelijkbare vliegtuigen
- Cessna Citation Latitude
- Embraer Legacy 600
- Gulfstream G280